# Chơi guitar tưởng tượng

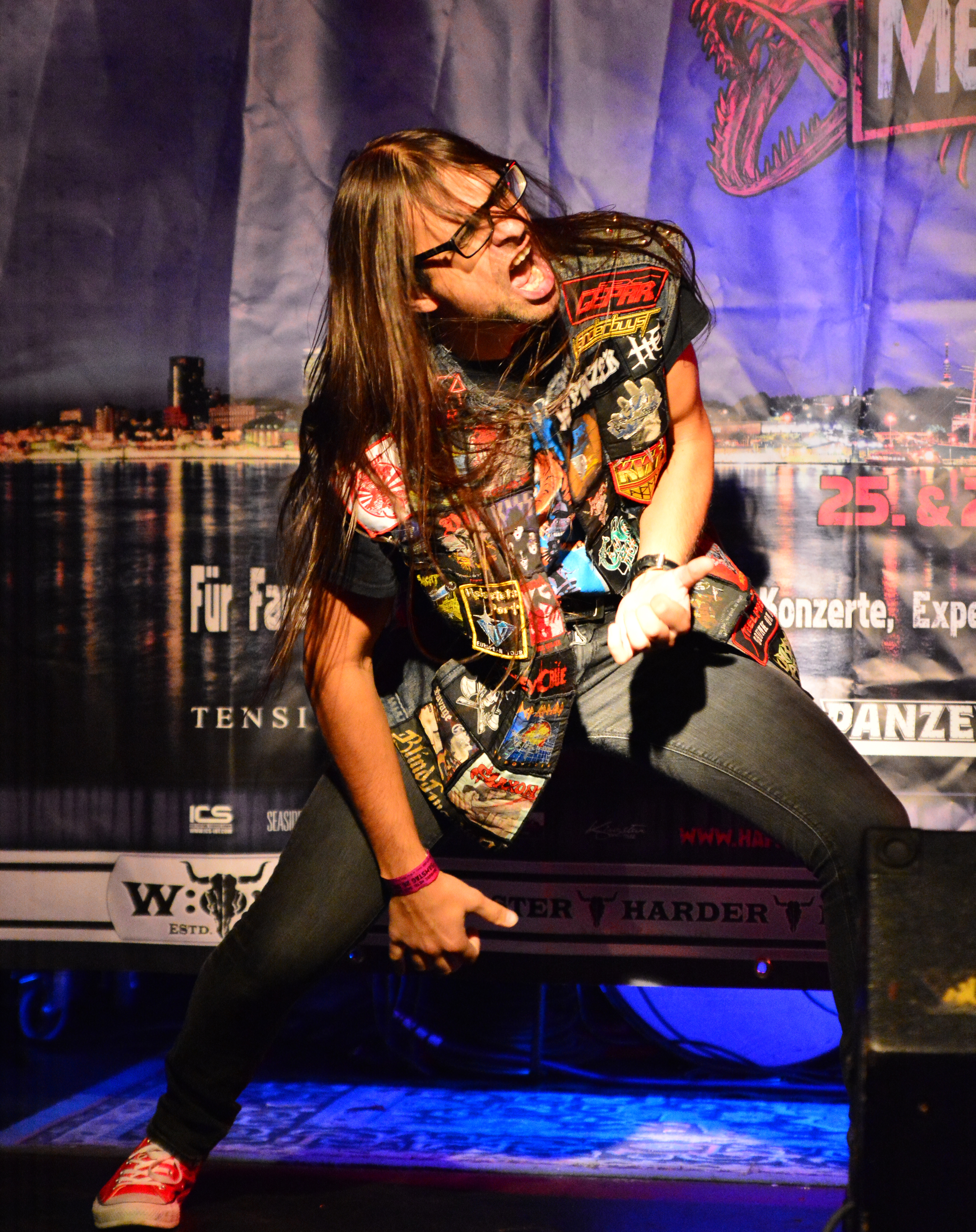
Ví dụ động tác giả vờ như đang chơi guitar

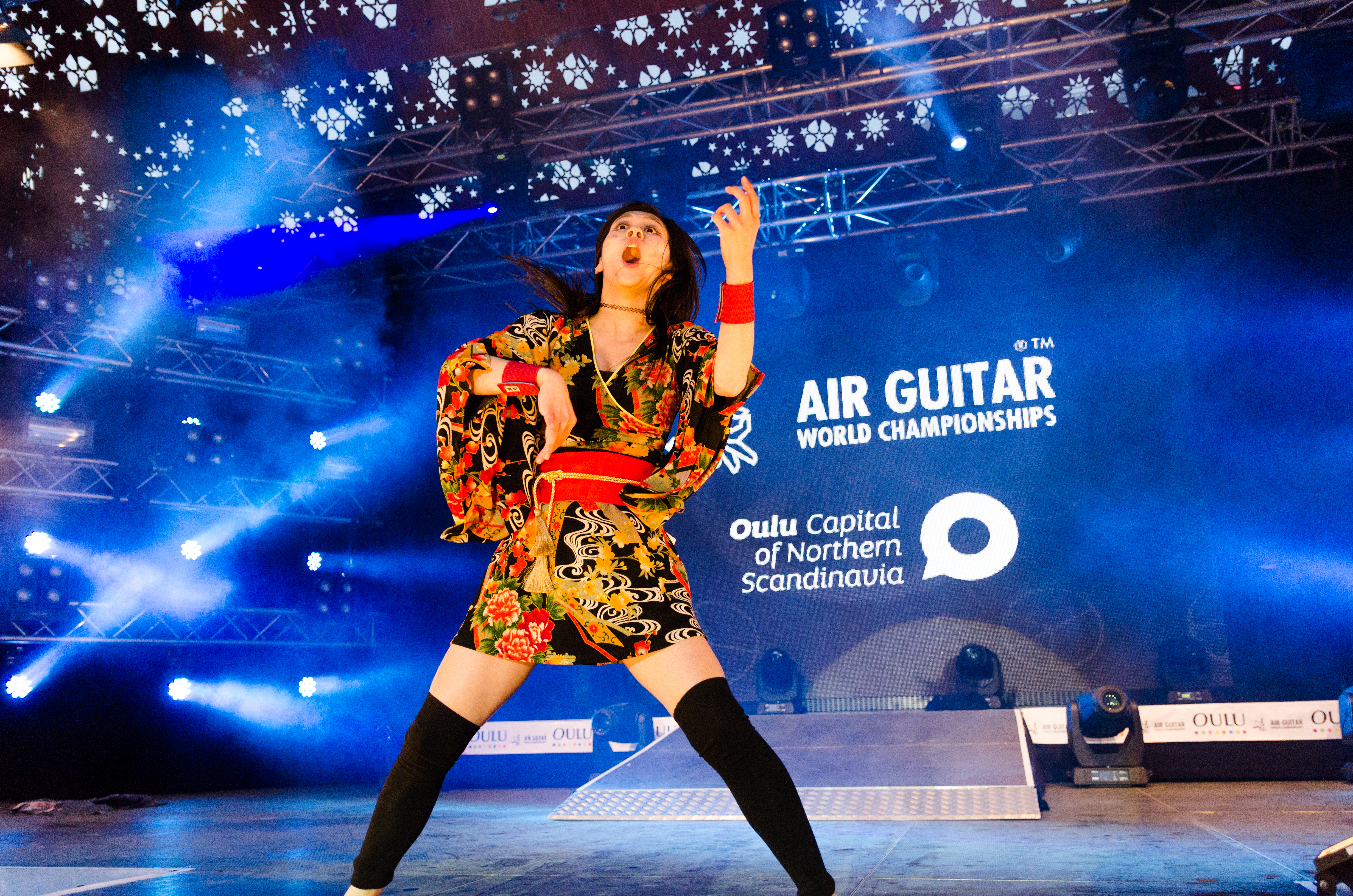
Nanami "Seven Seas" Nagura, thắng giải Air Guitar World Champion 2014 tại Oulu, Phần Lan vào ngày 29 tháng 8

Chơi guitar tưởng tượng (tiếng Anh: air guitar) là hành động giả vờ như đang chơi guitar, nhất là loại guitar điện nhạc rock hay heavy metal. Đây là hành động thường thấy, khi các nghệ sĩ biểu diễn âm nhạc và hòa mình vào cảm xúc trên sân khấu.

### Official Air Guitar World Championships Network Countries
- World — The Air Guitar World Championships
- Australia — Australian Air Guitar Championships
- Belgium — Air Guitar Belgium Championships
- Brazil — Air Guitar Brazil
- Canada — Air Guitar Canada
- France — Air Guitar France
- Germany — The German Air Guitar Federation Lưu trữ ngày 21 tháng 12 năm 2017 tại Wayback Machine
- Greece — Air Guitar Greece
- Japan — Air Guitar Japan Association
- The Netherlands — The Dutch Air Guitar Championships Lưu trữ ngày 27 tháng 12 năm 2014 tại Wayback Machine
- New Zealand — New Zealand Air Guitar Championships
- Norway — Air Guitar Norway
- Romania — Air Guitar Romania
- Russia — Air Guitar Russia Lưu trữ ngày 7 tháng 9 năm 2019 tại Wayback Machine
- Switzerland — Air Guitar Switzerland
- Taiwan — Air Guitar Taiwan
- Thailand — Air Guitar Thailand
- UK — Air guitar UK – UK Championship
- US — The US Air Guitar Championships
- México — Air Guitar Mexico

### Other Air Guitar Contests
- UK—The Official UK & oldest Air Guitar Championships in the world
- Italy—The Italian Air Guitar Championship

### Articles
- Behind the Scenes at the US Air Guitar Championships – Photos and interviews with the 2007 Washington DC finalists
- No more silent shredding—A November 2006 Associated Press piece about Air Guitar sound technology.
- "Dude, where's my guitar?"—August 2001 Guardian (UK) feature about the UK championship.
- Student studying for a degree in Air Guitar Lưu trữ ngày 29 tháng 11 năm 2005 tại Wayback Machine
- Air Guitar Nation Rocks On – Video clips and interview with the world air guitar champion
- Music for the imaginary ax man – Msnbc article following the life of an air guitarist.
- William Ocean performs and is interviewed on Radio Happy Hour Lưu trữ ngày 15 tháng 7 năm 2011 tại Wayback Machine
- http://www.brandweek.com/bw/magazine/article_display.jsp?vnu_content_id=1003711866
- http://www.chron.com/default/article/Just-call-him-Brock-McRock-2147546.php

### Other
- NPR Piece about US Air Guitar Championships